# 小狄奥尼西奥斯
小狄奥尼西奥斯（英語：Dionysius II of Syracuse），（前397年—前343年）。古希腊西西里岛的叙拉古统治者。大狄奥尼西奥斯的儿子和继承人，他缺乏政治魄力。即位后便与迦太基议和，企图维护其统治。公元前357年被推翻。公元前346年他重返君位。不久即为古希腊将领泰摩利昂所击败，他被迫再次退位并归隐科林斯。